# Красноармеец (Свердловская область)
Красноармеец — посёлок Нижнесергинского района  Свердловской области России, входит в состав муниципального образования «Михайловское муниципальное образование».

## География
Посёлок Красноармеец муниципального образования «Нижнесергинский муниципальный район», входит в состав муниципального образования «Михайловское муниципальное образование», расположен в 42 км (по автотрассе в 46 км) к югу-юго-западу от города Нижние Серги, на левом берегу реки Шокурка (левый приток реки Уфа). В окрестностях посёлка расположены ландшафтные природные памятники — болото Шокуровское и болото Рям.

## Население
| 2002 | 2010 | 2021 |
| ---- | ---- | ---- |
| 826  | ↘717 | ↘586 |